# Gunter Halm
Gunter Halm (* 23. Juli 1940 in Nürnberg) ist ein ehemaliger deutscher Politiker und Funktionär der DDR-Blockpartei NDPD. Er war 1989/90 Minister für Leichtindustrie der DDR.

## Leben
Halm, Sohn eines Angestellten, absolvierte von 1954 bis 1957 eine Ausbildung zum Chemielaboranten. Er legte nach Besuch der Arbeiter-und-Bauern-Fakultät (1957–1960) das Abitur ab und studierte von 1960 bis 1965 an der Technischen Universität Dresden Physik. Sein Studium schloss er als Diplom-Physiker ab. 1971 erfolgte seine Promotion zum Dr. rer. nat. an der TU Dresden mit der Arbeit Studien zur Ellipsometrie zur Untersuchung von Korrosionsschutzschichten.
Von 1965 bis 1970 war er wissenschaftlicher Mitarbeiter und Abteilungsleiter für Verfahrensforschung am Institut für Wälz- und Gleitlager Leipzig. Von 1970 bis 1972 wirkte er als Fachbereichsleiter und stellvertretender Direktor für Wissenschaft und Technik in der VVB Wälzlager Leipzig, dann von 1972 bis 1978 Hauptabteilungsleiter und Direktor für Forschung und Entwicklung im VE Kombinat Wälzlager und Normteile Leipzig. Von 1978 bis 1984 war er schließlich Direktor für Forschung und Entwicklung im VEB Kombinat Wälzlager und Normteile Karl-Marx-Stadt. 
Von 1984 bis 1989 war Halm stellvertretender  Minister für Glas- und Keramikindustrie. Von November 1989 bis März 1990 war er Minister für Leichtindustrie, danach von April bis August 1990 Staatssekretär im Wirtschaftsministerium. Ab dem 16. August 1990 leitete er das Wirtschaftsministerium kommissarisch bis zur Deutschen Einheit im Oktober 1990. Von Ende 1990 bis 1991 war Halm Vorstandsmitglied der Treuhandanstalt.
Von 1954 bis 1965 war Halm Mitglied der FDJ. 1965 trat er der NDPD bei. Ab 1982 war er Mitglied des Hauptausschusses und ab 1985 Mitglied des Präsidiums des Hauptausschusses bzw. des Parteivorstandes der NDPD. 1989 wurde er Sekretär des Hauptausschusses und nach dem Beitritt der NDPD zum Bund Freier Demokraten am 28. März 1990 auch Mitglied von dessen Präsidium.